# زاوية قائمة

في الهندسة الرياضية وعلم المثلثات، الزاوية القائمة هي زاوية قياسها 90 درجة. وتعادل ربع دورة (زاوية قوس ربع دائرة).
عند وجود زاوية قائمة في أي مثلث، يدعى هذا المثلث بالمثلث القائم.

## وحدات قياس الزاوية القائمة
من الممكن التعبير عن الزاوية القائمة بعدة واحدات:
- 90°
- ط\2 راديان
- 100 غراد
- ∞% درجة على مقياس الظل

100% درجة على مقياس الجيب.
ويكون في المثلث القائم ضلعان قائمان ووتر

## أمثلة
- الحرف L يكون زاوية قائمة واحدة بين الخط العمودي والخط الأفقي للحرف، والحرف T يكون زاويتيين قائمتين بين الخط الأفقي والخط العمودي للحرف.
- زوايا المربع والمستطيل الأربعة هي زوايا قائمة.
- جدران الغرفة تشكل زاوية قائمة مع أرضية الغرفة، أي أن أي جسمين يشكلان زاوية قائمة فيما بينهما يكونان جسمين متعامدين.